# ポッペンハウゼン (ヴァッサークッペ)
ポッペンハウゼン（ドイツ語: Poppenhausen (Wasserkuppe)）は、ドイツ連邦共和国ヘッセン州カッセル行政管区のフルダ郡に属す町村である（以下、本項では便宜上「町」と記述する）。

## 地理

### 位置
この町の地区はホーホレーン山地のヴァッサークッペ、プフェルツコプフ、オイベベルクの斜面に位置している、ポッペンハウゼン地区を、フルダ川の支流であるリュッター川が流れている。

### 隣接する市町村
ポッペンハウゼンは、北はホーフビーバー、北東はヒルダース、東はエーレンベルク、南東および南はゲルスフェルト、西はエーバースブルク、キュンツェル、ディッペルツ（以上いずれもフルダ郡）と境を接している。

### 自治体の構成
この町は、5つの地区で構成指されている。
- ポッペンハウゼン
- アプツローダ（以下の集落を含む: ジープロス、トレンクホーフ）
- ガッケンホーフ（以下の集落を含む: ノイヴァルト、クッペ、ラーベンネスト、ノイフェルト、シュタインブルーフ、ビーンホーフ、ボルライン、シュトルフスホーフ、ヘッテンパウルスホーフ、ダニエルスホーフ、ヴィーゲリヒ、フーンライン、フーンミューレ、フゴフルス、ウンターアルテンヴァイアー）
- ロートホルツ（以下の集落を含む: シュヴァルツエルデン、ギュンタースベルク、グッカイ、コールシュテッケン、ヘッケンホーフ、ファールンリーデン、ラーメンホーフ、オーバーアルテンヴァイアー）
- シュタインヴァント（以下の集落を含む: ホーエンシュテーク、ラウシェルバッハ、ツィーゲルホーフ、アイヒェンホーフ、シュタインヘッケン、エルレンホーフ、マウルホーフ、クリューバースホーフ、オーバーアイヒェンヴィンデン、トイフェルシュタイン、エーゼルブルン、ミッテルベルク、グラーベンホーフ、アイヒェンヴァイデン、ヘッケンミューレ、デュルミューレ、ハイリゲンホーフ、グラスベルク、フーゴグラーベン、ビルトシュタイン、フォイアーロッホ、エッタースバッハ、ハイメンホーフ、クレーマースロッホ、ハウスフュスト、カルクホーフ、フォルダーレッピヒ、レメルツ、ライムバッハスホーフ）

## 歴史

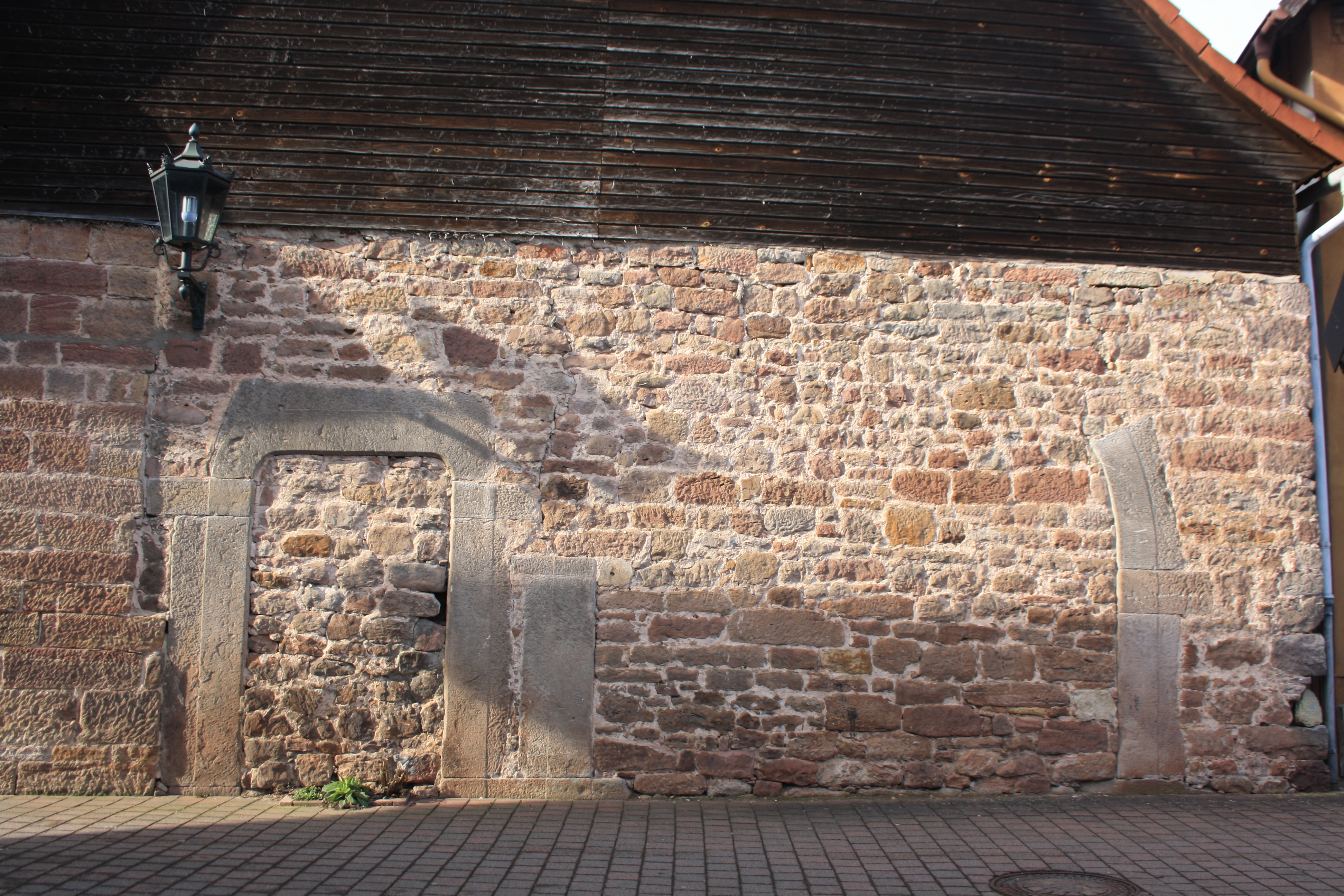
ポッペンハウゼン城の城壁および城門の遺構

この土地は、13の「Unfreien」（非自由地）とともに「Bifang」（開墾地）として、フランク王国のガウの伯ポッポ1世からフルダ修道院への寄進状に、826年2月1日に初めて記録されている。しかしこの文書は、ヘッセン州立文書館の厳格な基準によればこの集落の最初の記録であるとは見なされない。この文書には「villa」（村落）と記されていないためである。最初の文献記録は、1155年から1165年に作成されたフルダ修道院の財産目録、いわゆるコデックス・エーバーハルディであるとされている。その後、ここには多くの騎士家が起居し、あるいは領した。たとえば、フォン・シュタイナウ・ゲナント・シュタインリュック家、フォン・エーバースベルク・ゲナント・フォン・ヴァイアース家、テュンゲン家、ベルレプシュ家、シュペヒト・フォン・ブーベンハイム家、メルラウ家などである。最後の貴族がフォン・マンスバッハ家で、最終的にこの所領はフルダ修道院長で領主のアーダルベルト1世・フォン・シュライフラスによって1709年に買い戻された。いずれの集落にも封臣の使用が義務づけられた旅館や水車があった。ポッペンハウゼンには大きな水城があった。その城は、縄張りの広さ1万 m2 以上で、1327年に初めて記録され、1459年に少なくとも地上部分が破壊された。いくつかの旅館やフォン＝シュタインリュック広場の地下には、この旧ポッペンハウゼン城の地下倉庫が遺されている。

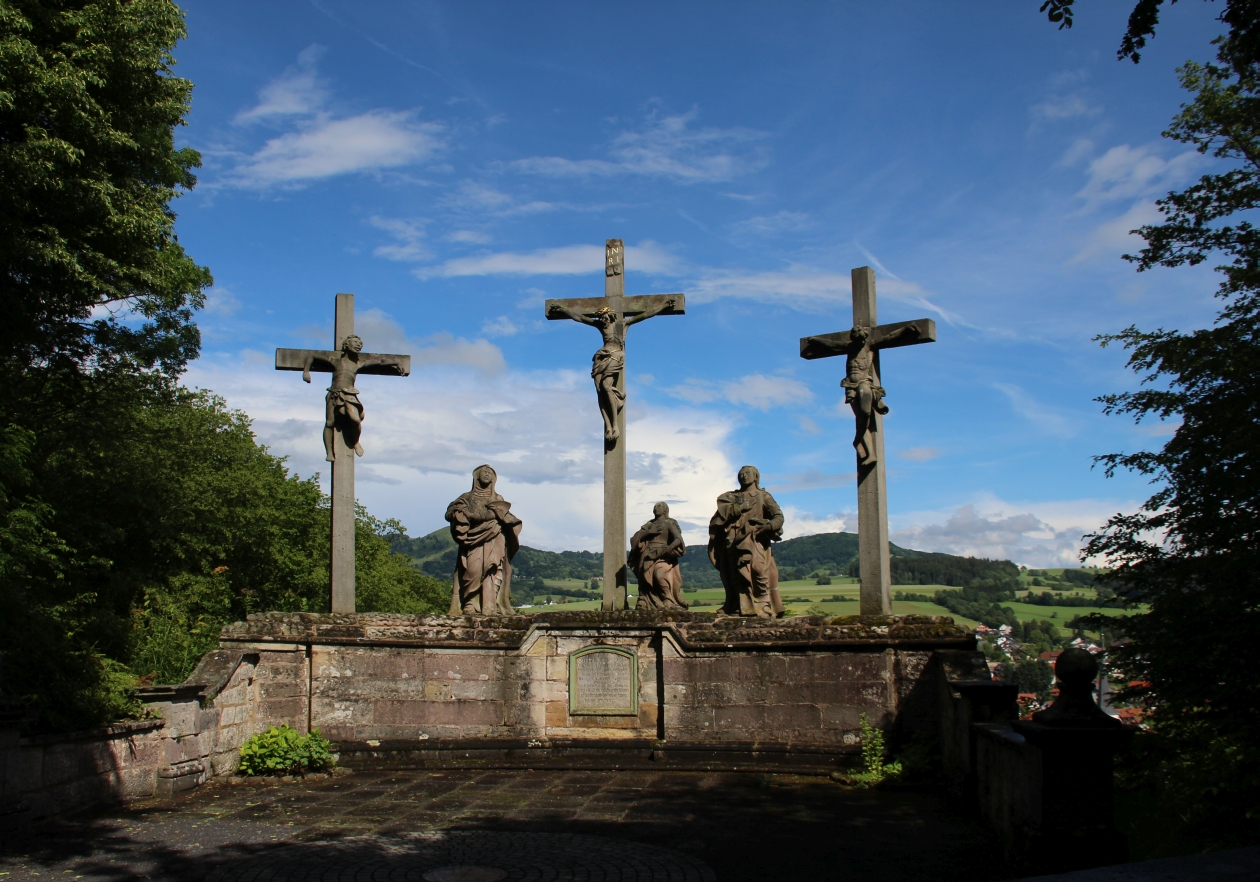
シュタインの磔刑群像

1635年、この地域でペストが猛威を振るった。ペストが過ぎ去ったことに感謝して、職人ヨハネス・ファールヌングは1639年に、ポッペンハウゼン住民にとって故郷の山である「シュタイン」と呼ばれる場所にキリスト十字架像を建立した。1647年6月21日、この町は、このキリスト十字架像への巡礼を毎年行うことを決定した。これ以後、町の「ペストと雹の記念日」には毎年シュタインの礼拝堂への巡礼が行われ、ここで1647年の誓約の文書が読み上げられる。
1903年9月30日の火災で、町の中心部の18軒の家屋とその付属建造物、司祭館、旧学校が焼失した。19世紀から20世紀の変わり目頃にはすでに夏の旅行客のための場所が開放され、これが現在の観光業への分岐点となった。1961年12月15日、ポッペンハウゼンの中心部に、ヘッセン州経済大臣によって「ルフトクアオルト」（空気の清浄な保養地）の肩書きが与えられた。

### 地域再編
ヘッセン州の地域再編に伴い、1972年8月1日に、それまで独立した町村であったアプツローダ（トレンクホーフ集落とジープロス集落を含む）、ガッケンホーフ、ポッペンハウゼン・アン・デア・ヴァッサークッペ、ロートホルツ、シュタインヴァントが合併し、自治体ポッペンハウゼンが成立した。この町は隣接するディップエルツ、エーバースブルク、ホーフビーバーの、当時の人口約100人の地域も包含した。

## 行政

### 議会
ポッペンハウゼンの町議会は、15議席からなる。

### 紋章と旗
この町の紋章と旗は、1951年10月29日にヘッセン州内務省により公式に認可された。
図柄: 銀地と黒地に左右二分割。5本スポークの輪が3つ (2:1)、地色とは逆の色で描かれている。
解説: 紋章は、中世後期にレーン地方の様々な村に広大な所領を有していたフォン・シュタイナウ・ゲナント・シュタインリュック家の紋章に基づいている。この家門はポッペンハウゼンだけでなく、たとえばバイエルンのブルクラウ領主であり、ヴュルツブルク司教領やフルダ帝国修道院領の封臣となっている。1287年に破壊されたシュタイナウの一族の城があった場所に彼らはポッペンハウゼン城を建設した。1619年からこの村はフルダ修道院領に属したが、1806年から1866年まではゲルスフェルトとともにバイエルンに属した。

## 文化と見所

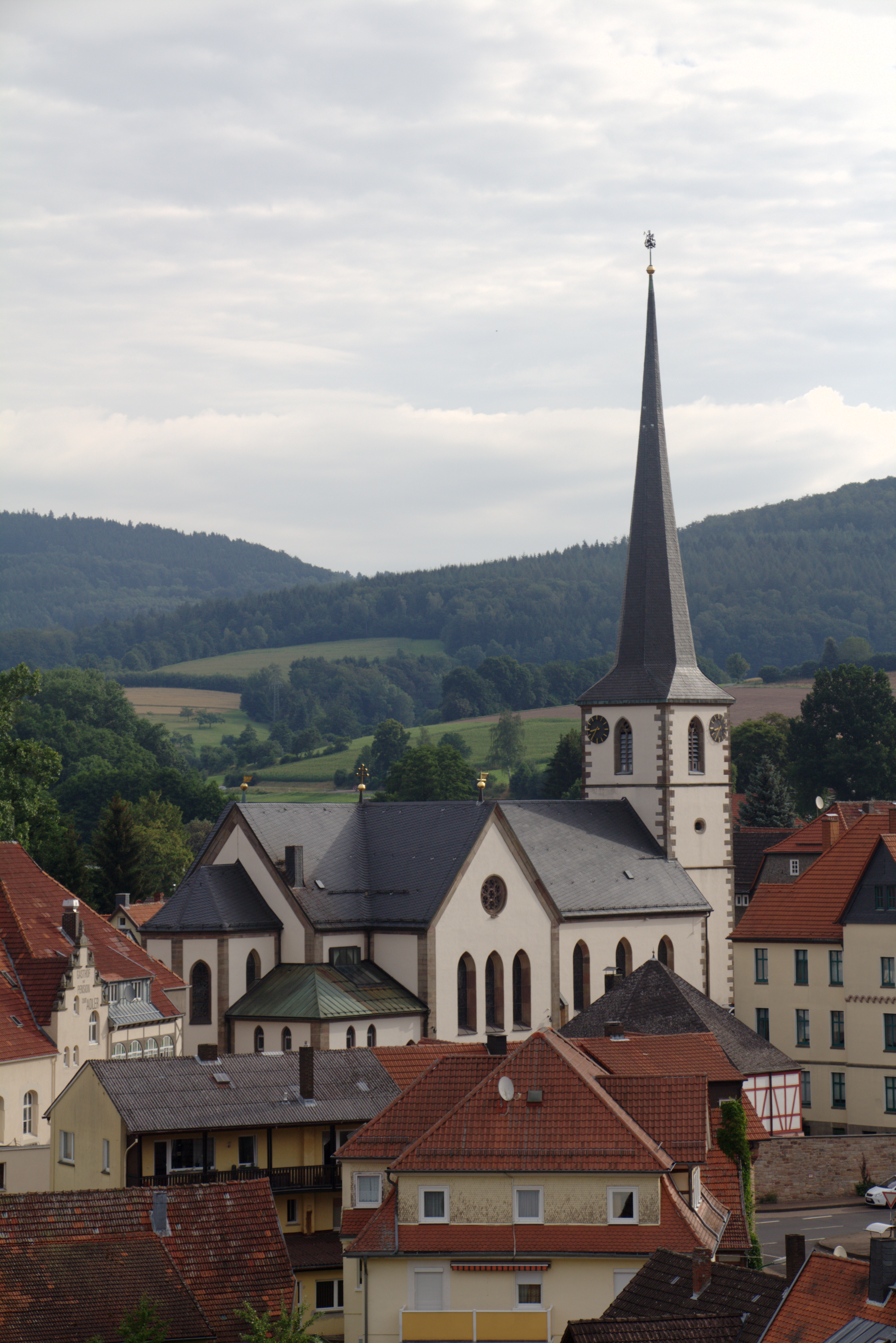
聖ゲオルク教会

### 見所
- カトリックの教区教会である聖ゲオルク教会は、1609年から1621年に建設された。1857年から61年にこの教会は、身廊と新しい内陣が建設され、拡張された。1993年から1994年にはネオゴシック様式で修復が行われた。教会塔（ドイツ語版、英語版）の中には、ヘーメリンゲン/ブレーメンのオットー・グロッケン鋳造所で製造された4つの青銅製の鐘が設置されている。鐘は、d - fis - a - h に調律されており、直径は 1428、1134、953、850 mm である[6][7]。教会前には1763年に制作された石製の十字架と2015年に造られたマルク広場の泉がある。
- ポッペンハウゼンの北西部、シュタインに山の巡礼礼拝堂がある。この礼拝堂は1714年に建設された。その近くには1639年に制作されたキリスト十字架像や、1736年の石製の屋外説教壇がある。道沿いには、1767年に十字架の道行きの14留が設けられ、1768年に制作された立派なキリスト磔刑群像がある。
- 故郷の山シュタイン（サクロ・モンテ）にはマリアまたはルルドのグロッテ（ドイツ語版、英語版）がある。これは1893年に設けられ、1959年に拡張された。
- 市庁舎内のジープロス博物館にはジープロスの褐炭層から発見された化石が展示されている。
- アプツローダ地区の北に、アプツローダの鍛冶ダミアン・エーバートが山のマリア礼拝堂を建設した。彼はそれ以前に2回目のルルド巡礼を行っている。
- ポッペンハウゼンから東に約 4 km の場所に天然の湖グッカイ湖がある。
- 2012年9月7日、全長 2.5 km のテーマ遊歩道「リーベスヴェーク」がオープンした。

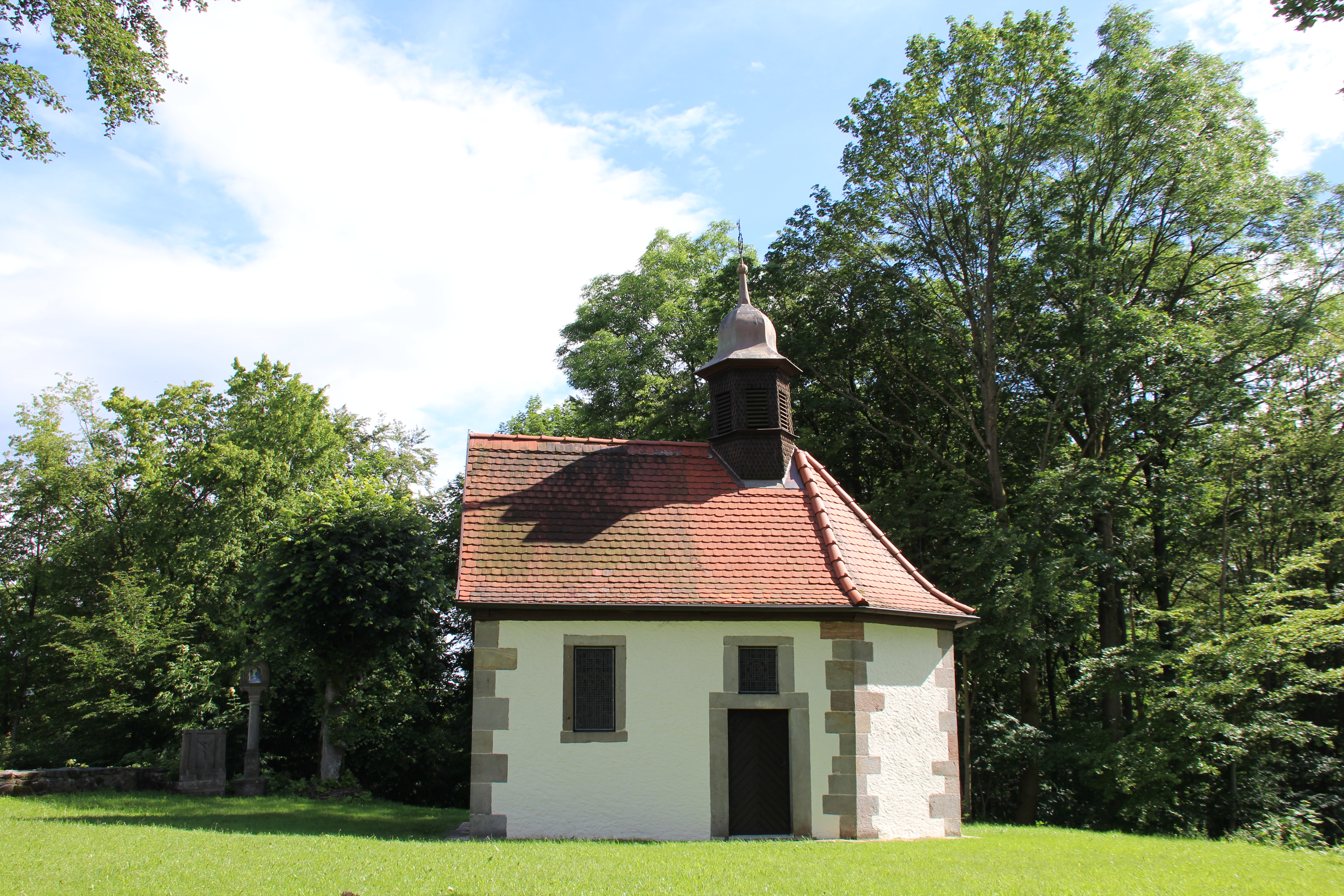
シュタインの礼拝堂
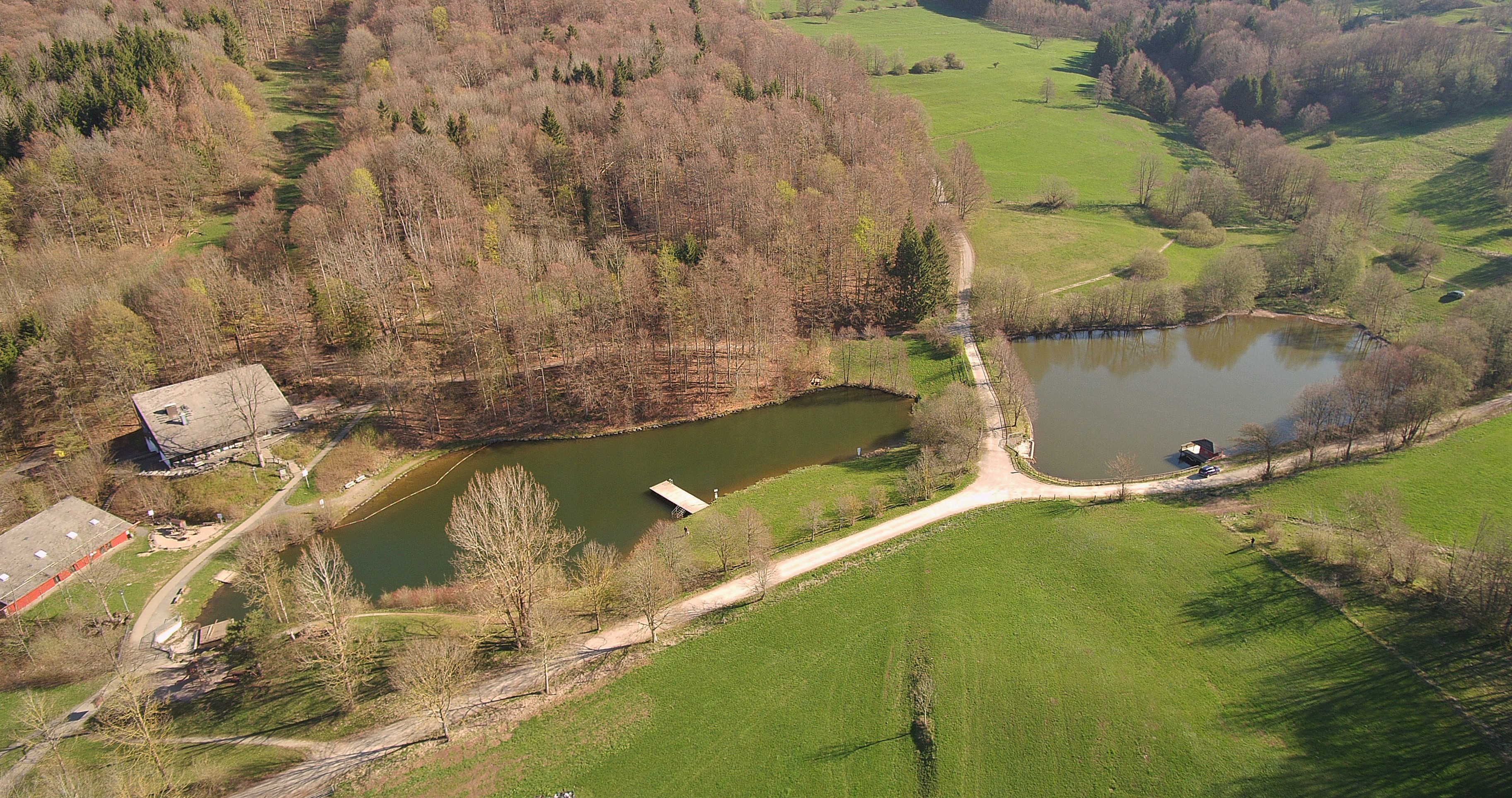
グッカイ湖

## 経済と社会資本

### 経済構造
元々農業を主体としていたこの町には、現在約1400人分の職場がある。重要な経済因子は観光業で、夏場や比較的雪の多い場所では冬場にも多くの職場がある。ローカルな商業の他に、いくつかの工業系中小企業も存在する: なかでも、世界的に有名な滑空機製造業者のシュライハーや、17世紀にまで遡ることができるパン屋「パッペルツ」はこの町に本社を置いている。

### 交通
ポッペンハウゼンは、連邦道 B458号線フルダ - ヒルダース線から約 3 km の位置にある。最寄りの駅は、リュッター、アルテンフェルト、ゲルスフェルト (レーン) 駅である。これらの駅は、ポッペンハウゼンの南を通るレーン鉄道の駅で、6 km から 8 km 離れた場所にある。この他に地元のフルダ近郊交通会社 mbH により、フルダに直接接続するバスが運行されている。

## 関連図書
- Stefan Brinkmann (1970). Poppenhausen an der Wasserkuppe (450–950 m)
- Michael Mott (2018年11月4日). “Böllerschüsse zur Grottenweihe / Die Mariengrotte von Poppenhausen stammt aus dem Jahre 1893 (Jubiläum 125 Jahre)”. Bonifatiusbote (Kirchenzeitung für das Bistum Fulda):  p. 14

これらの文献は、翻訳元であるドイツ語版の参考文献として挙げられていたものであり、日本語版作成に際し直接参照してはおりません。